# Caragana balchaschensis
Caragana balchaschensis är en ärtväxtart som först beskrevs av Vladimir Leontjevitj Komarov, och fick sitt nu gällande namn av Antonina Ivanovna Pojarkova. Caragana balchaschensis ingår i släktet karaganer, och familjen ärtväxter. Inga underarter finns listade i Catalogue of Life.